# 昂夫鲁瓦普雷
昂夫鲁瓦普雷（法語：Amfroipret，法語發音：[ɑ̃fʁwapʁɛ]）是法国上法蘭西大區北部省的一个市镇，属于埃尔普河畔阿韦讷区。

## 地理
昂夫鲁瓦普雷（50°16'48"N, 3°44'15"E）面积1.54 平方千米，位于法国上法蘭西大區北部省，该省份为法国最北部的省份及最长的省份，西北濒北海，西接加来海峡省，南至埃纳省和索姆省，东与比利时接壤。
与昂夫鲁瓦普雷接壤的市镇（或旧市镇、城区）包括：戈姆尼、洛基尼奥勒、普勒欧萨尔。

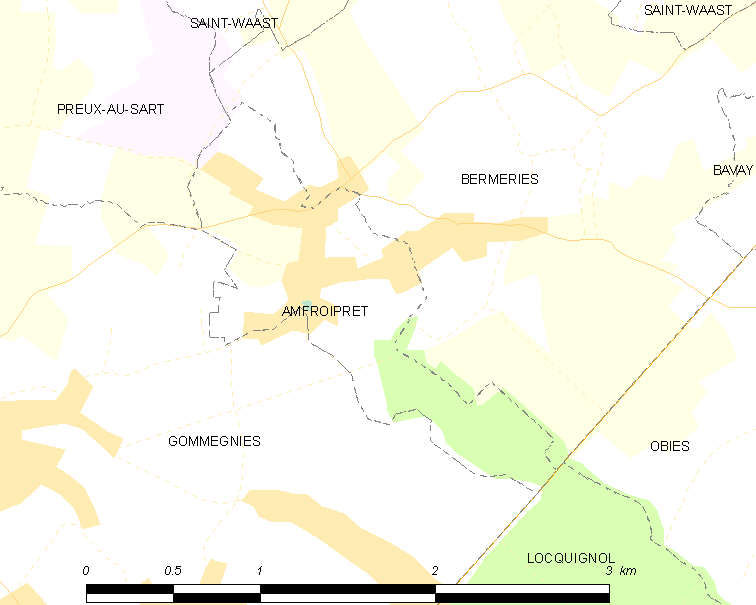
昂夫鲁瓦普雷的OSM定位图

昂夫鲁瓦普雷的时区为UTC+01:00、UTC+02:00（夏令时）。

## 行政
昂夫鲁瓦普雷的邮政编码为59144，INSEE市镇编码为59006。

## 政治
昂夫鲁瓦普雷所属的省级选区为欧努瓦-艾姆里县。

## 人口

1962-2008年间昂夫鲁瓦普雷人口变化图示

昂夫鲁瓦普雷于2022年1月1日时的人口数量为232人。